# Hallucinaties (Kenya)
Hallucinaties is het derde deel uit de vijfdelige stripreeks Kenya bedacht door Léo en Rodolphe en getekend door Léo. Het album werd uitgebracht in 2004 bij uitgeverij Dargaud.

## Verhaal
In dit derde deel doet Cathy Austin opnieuw onderzoek naar de mysterieuze verdwijning van een safari-expeditie in Kenya. In de jaren vlak na de Tweede Wereldoorlog neemt geleidelijk de angst voor buitenaardse invasies toe.